# Quipu

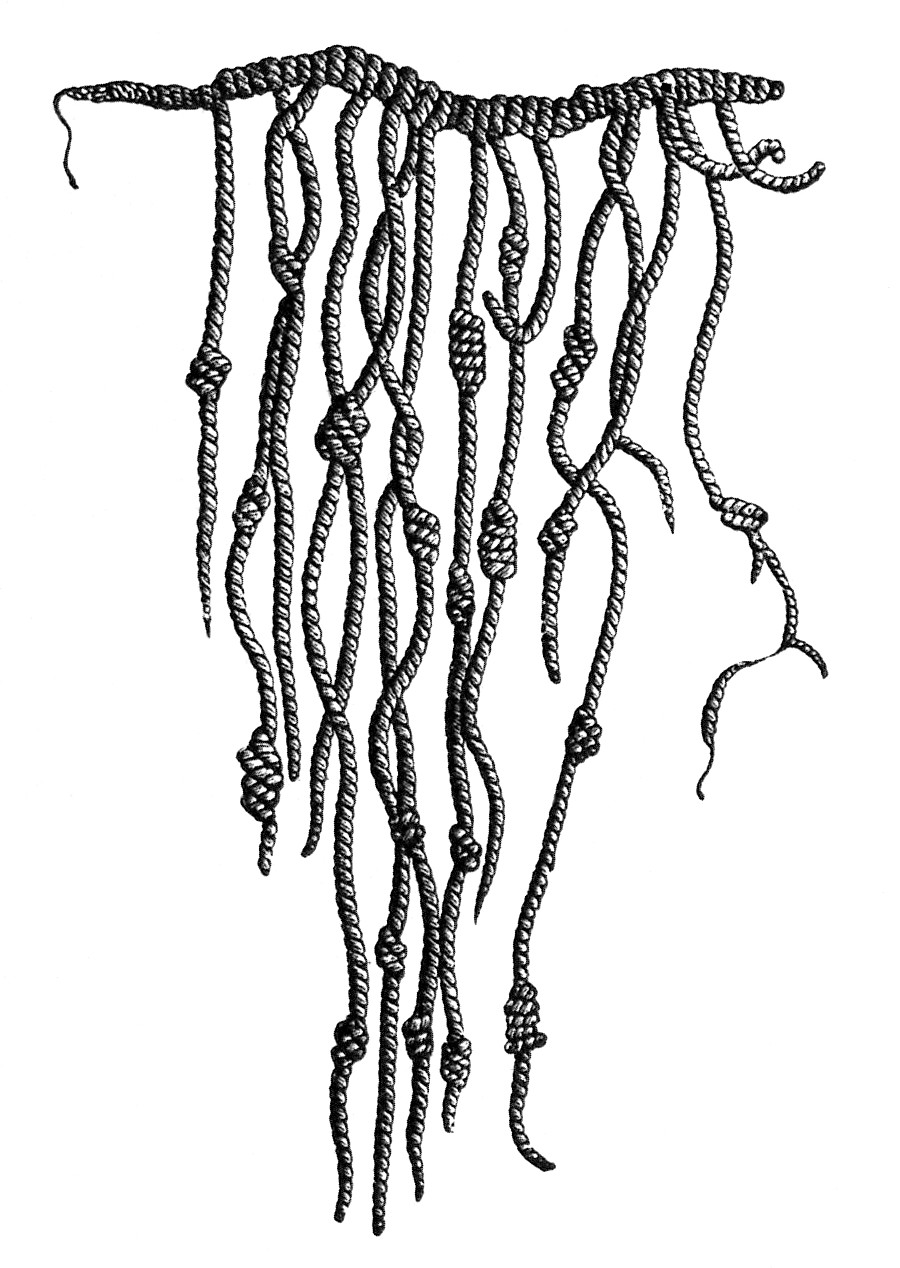
Quipu

Quipu's (Quechua: khipu) waren in de Precolumbiaanse periode een soort koorden die gebruikt werden om allerlei informatie weer te geven. Dit deden ze door middel van knopen. Het gebruik is het meest bekend bij de Inca's, maar is mogelijk al veel ouder. De oudst bekende quipu's zijn gevonden in Caral, en dateren uit het 3e millennium voor Christus.
Eeuwenlang waren de quipu's een mysterie. Tot in de jaren 1970 ging men ervan uit dat quipu's een soort van telramen waren waarmee men de boekhouding en administratie van het Inca-rijk deed. Vervolgens kwamen er echter bewijzen dat quipu's ook veel complexere informatie bevatten en in feite een soort van schrift zijn.
Er werden meerdere koorden aan een koord geregen. Het leggen van knopen is de meest zichtbare vorm om informatie weer te geven. Hierbij werd het decimale stelsel toegepast. De onderste knopen gaven de eenheden aan, daarboven de tientallen. De soort van de te tellen eenheden werd door de kleur aangegeven. Daarnaast waren er ook nog verschillende binaire codes zoals: het type materiaal (wol of katoen), de plaats waarmee de knoop aan het hoofdtouw vastzit (naar voor of achter gericht) of de richting van de knoop zelf (s- of z-vormig). De codering van de quipu doet hierdoor erg sterk denken aan computerprogrammering. Door deze binaire gegevens te combineren kon men erg complexe informatie weergeven. Daarom kan de quipu als een schrift beschouwd worden.
In tegenstelling tot de meeste ons bekende schrifturen gaat het hier om een semasiografisch schrift, gegevens dus die gesproken tekst weergeven. De quipu is immers verhalend zonder rechtstreeks spraak uit te drukken in haar gegevens.
Al worden er af en toe nog ontdekkingen gedaan over de ontcijfering van de betekenissen van al die codes, toch blijft het tot op heden zoeken naar een correcte ontcijfering. Dit is grotendeels te wijten aan het ontbreken van een document zoals de steen van Rosetta die was voor de ontcijfering van het Egyptische hiërogliefenschrift.

## Quipu's in San Andrés de Tupicocha, Peru
In Peru, meer bepaald in het dorp San Andrés de Tupicocha, provincie Huarochirí, departement Lima, worden nog quipu's gebruikt. Ze hebben er een ceremoniële functie, bij het inzweren van nieuwe gemeentelijke officials. Die traditie uit San Andrés werd in december 2019 officieel erkend als Peruaans nationaal cultureel patrimonium. Er zijn exemplaren teruggevonden uit het einde van de 19de eeuw, die voor het grootste deel registers zijn van activa of andere boekhoudkundige inventarissen. De autoriteiten van Tupicocha gebruiken de quipu vandaag als 'symbool van autoriteit'. 
- Bibliothèque nationale de France: cb119811481 (data)
- Gemeinsame Normdatei: 4164317-3
- Library of Congress Control Number: sh85110111
- Nationale Bibliotheek van Tsjechië: ph773968
- Nationale Bibliotheek van Israël: 987007555814105171